# PPD 38

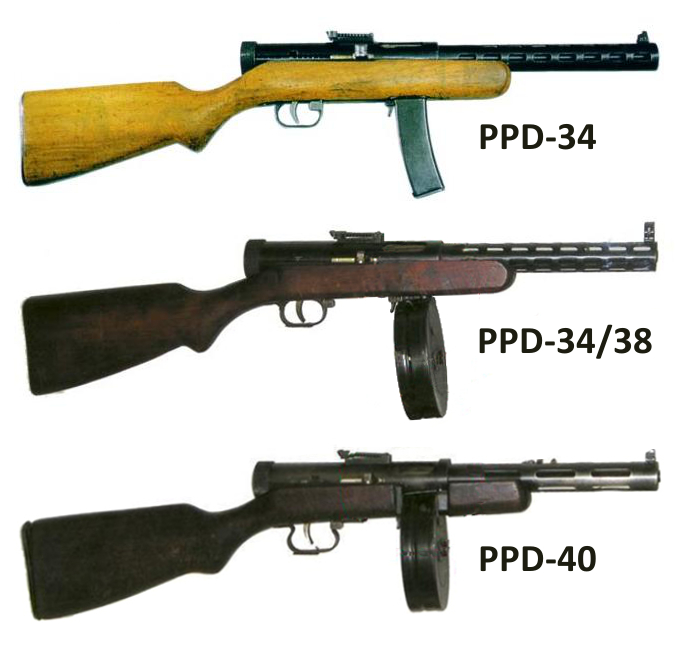
Du haut en bas : PPD-34, PPD-38 et PPD-40.

Le PPD 38 (Pistolet-Poulemiot Degtiareva, ou Pistolet-mitrailleur Degtiarev modèle 1938 ou 1934 modifié 1938) est une arme soviétique issue d'une amélioration du PPD 34 (4 000 PM utilisés lors de la guerre d'Espagne).
Le PPD 38 a été utilisé pendant la guerre d'Hiver contre les Finlandais.
Il est lui-même remplacé en 1940 par le PPD 40 (85 000 armes) qui fut utilisé durant la Seconde Guerre mondiale par l'Armée rouge. La Wehrmacht employa également des PPD 34/38 et PPD40 capturés.
Les PPD furent finalement remplacés dans l'armée rouge par les PPSh-41, qui en dérivent mais sont plus simples à fabriquer.

## Spécifications techniques

### PPD-34

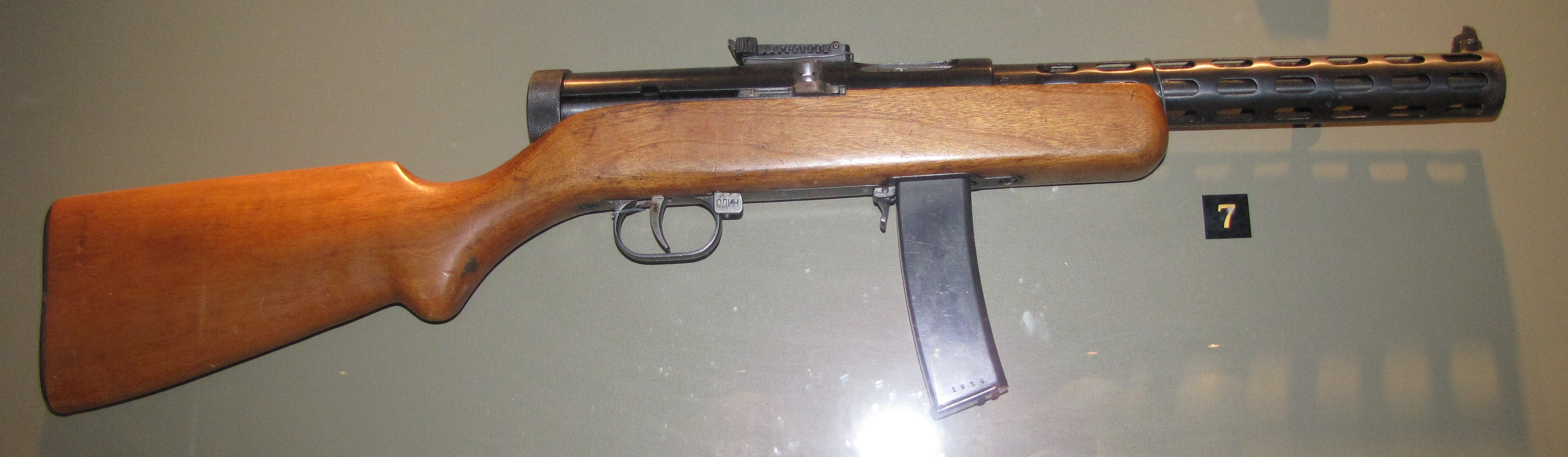
Un PPD-34.

Développé en Union soviétique par le concepteur d'armes Vassili Degtiarev, il était une quasi-copie du Bergmann MP28 allemand.
- Fonctionnement : tir automatique seul et culasse non calée
- Monture : monobloc en bois
- Masse de l'arme chargée : 3,66 kg
- Longueur : 779 mm

Longueur du canon : 273 mm
- Fonctionnement : tir automatique seul et culasse non calée
- Monture : monobloc en bois
- Munition : 7,62 Tokarev
- Cadence de tir théorique : 800 coups/min
- Capacité des chargeurs : 25 (courbe) ou 71 (circulaire) cartouches

### PPD-38

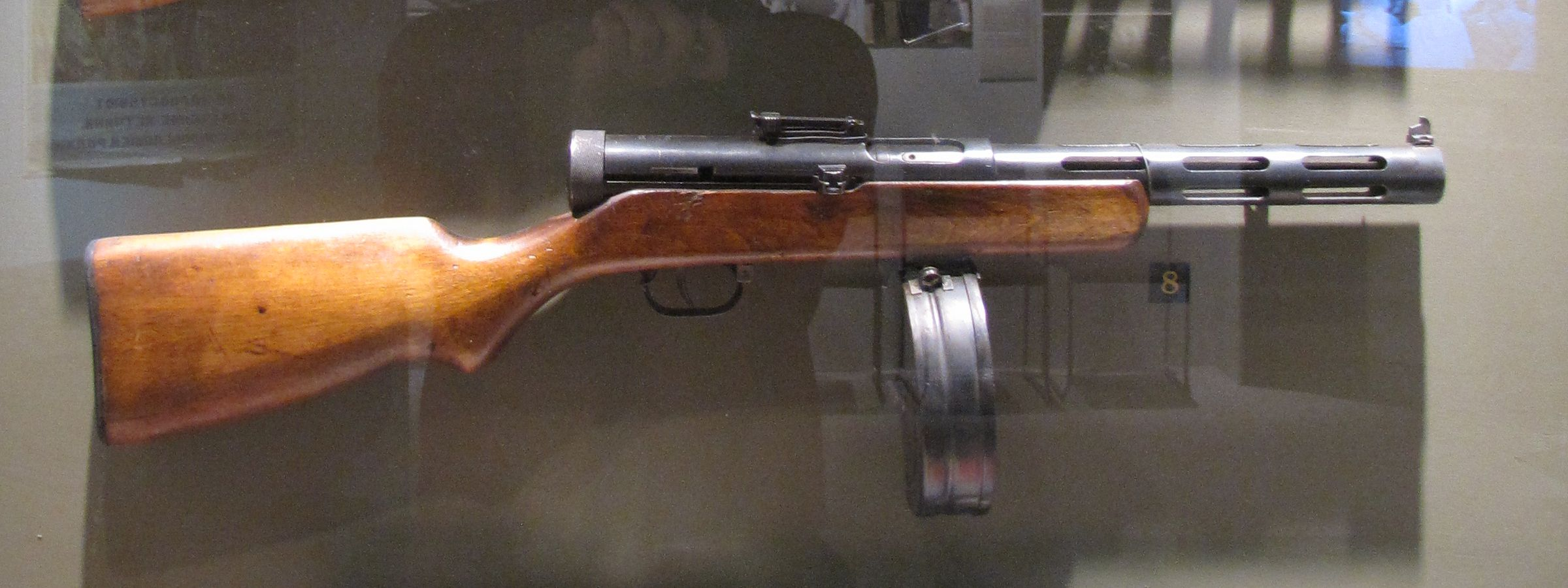
Un PPD-38.

Les modifications par rapport au PPD 34 sont très légères.
- Fonctionnement : tir automatique seul et culasse non calée
- Monture : monobloc en bois
- Munition : 7,62 Tokarev
- Cadence de tir théorique : 800 coups/min
- Capacité des chargeurs : 25 (courbe) ou 71 (circulaire) cartouches
- Masse de l'arme chargée : 3,74 kg (chargeur courbe)/5,69 kg chargée avec chargeur circulaire)
- Longueur : 779 mm
- Longueur du canon : 273 mm

### PPD-40

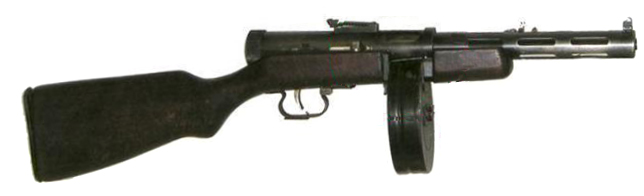
Un PPD-40.

Les modifications par rapport au PPD 38 sont légères.
- Fonctionnement : tir automatique seul et culasse non calée
- Monture : monobloc en bois
- Munition : 7,62 Tokarev
- Cadence de tir théorique : 900-1000 coups/min
- Capacité des chargeurs : 71 (circulaire) cartouches
- Masse de l'arme chargée : 5,8 kg
- Longueur : 788 mm
- Longueur du canon : 279 mm

Malgré les améliorations par rapport aux PPD 34 et 38, le PPD-40 était considéré comme trop compliqué et coûteux à produire en masse. Il a surtout été utilisé au début de la Seconde Guerre mondiale, mais a été officiellement remplacée dès la fin 1941 par son évolution, à la fois plus performante et plus simple à fabriquer, le PPSh-41.

## Sources
Cette notice est issue de la lecture des revues spécialisées de langue française suivantes :
- Cibles (FR)
- AMI (B, disparue en 1988)
- Gazette des armes (FR), notamment HS No
- Action Guns (Fr)